# Brevipalpus johnstoni
Brevipalpus johnstoni är en spindeldjursart som beskrevs av Baker och James P. Tuttle 1987. Brevipalpus johnstoni ingår i släktet Brevipalpus och familjen Tenuipalpidae. Inga underarter finns listade.